# Transparent Armor Gun Shield

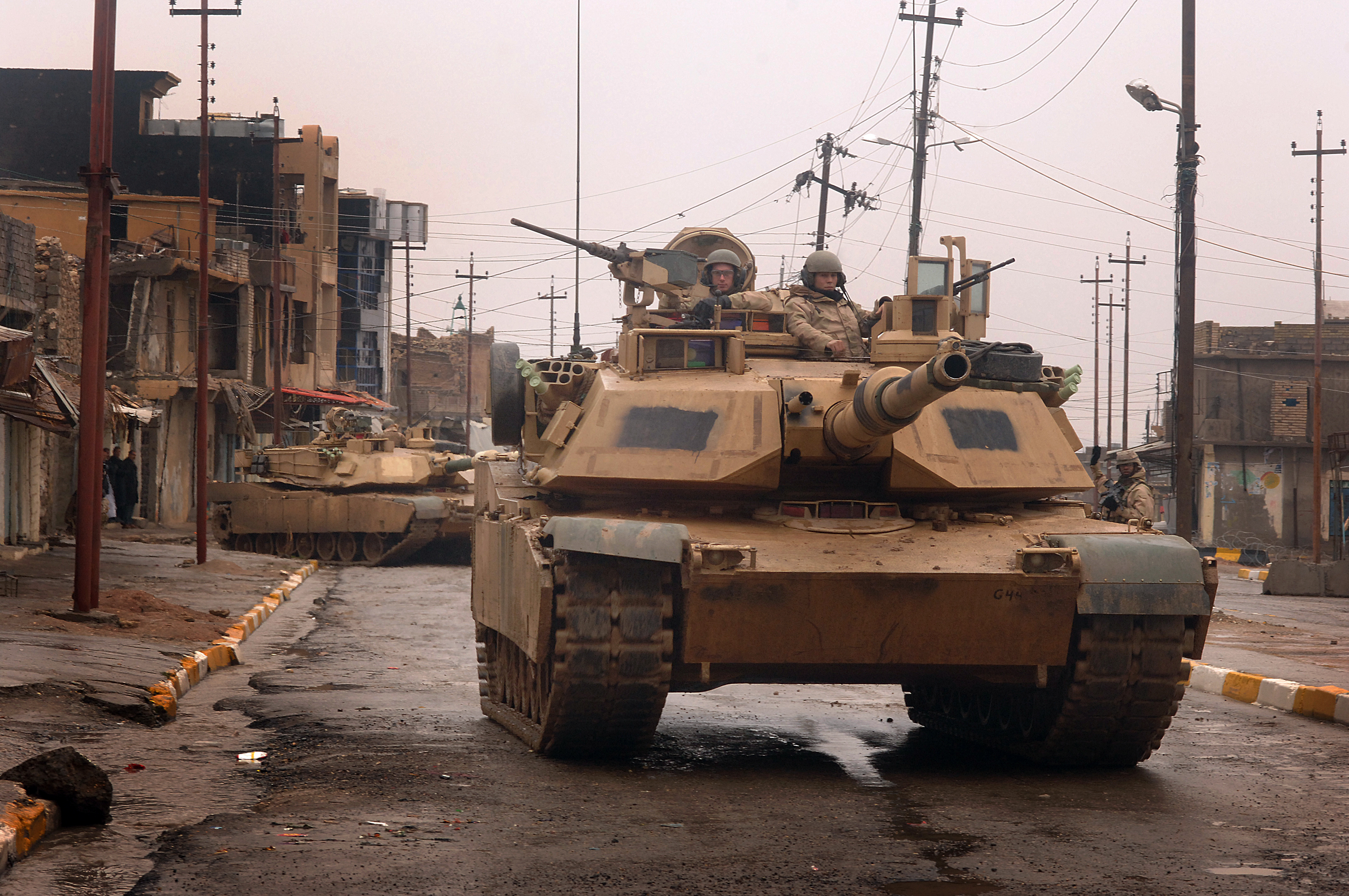
Un TAGS montata sulla M240 del servente del cannone su un M1A2 Abrams. Foto presa durante una pattuglia dell'United States Army nella città di Tal Afar, Iraq, il 3 febbraio 2005

Il Transparent Armor Gun shield (in italiano: scudo corazzato trasparente per armi), o TAGS, è uno scudo per armi da fuoco trasparente inteso per gli utilizzatori di mitragliatrici montate su veicoli. Deriva dall'esperienza delle Forze di Difesa Israeliane, che hanno usato scudi simili su una vari tipi di veicoli. È ideato per offrire protezione all'utilizzatore, senza limitarne il campo visivo. Può essere montato su vari tipi di veicoli militari, incluso l'M113, M1 Abrams e Stryker, così come il HMMWV.
Esiste anche la versione MCTAGS-R (Marine Corps Transparent Gun Shield, Reducible), che offre una protezione a 360° e può essere abbassata a 15 cm sopra il livello del tettuccio/torretta del veicolo